# Juan Fernando Cristo
Juan Fernando Cristo Bustos, né le 11 juillet 1964 à Cúcuta, est un avocat et homme politique colombien. 
Il a été sénateur pour le parti libéral colombien de 1998 à 2014. Il a également été ministre de l’Intérieur, de 2014 à 2017, sous la présidence de Juan Manuel Santos.